# Radnice v Šumperku
Radnice v Šumperku je budova ve stylu saské neorenesance vybudovaná v letech 1910–11 na náměstí Míru v Šumperku.

## Historie
První písemná zmínka o radnici v Šumperku se datuje do roku 1475, kdy již existovala radnice v gotickém slohu, ta ale byla zcela zničena požárem v roce 1513 a o její přesné podobě není nic známo. Na stejném místě byla v roce 1562 postavena větší, již renesanční budova. Další stavební úpravy pak proběhly v roce 1650, požár v roce 1669 pak ale budovu opět vážně poškodil a rekonstrukční práce probíhaly až do roku 1688. Generální rekonstrukce objektu poté proběhla v roce 1865.
Na stávající budovu radnice byla vypsána architektonická soutěž v roce 1909, v období březen–květen 1909 proběhla demolice staré budovy a nová budova se začala stavět v lednu 1910. Stavební práce pak probíhaly až do roku 1911 a radnice byla slavnostně otevřena 9. září téhož roku.
V letech 2017–18 prošla budova radnice kompletní rekonstrukcí. V současné době (2020) sídlí v budově městský úřad.

## Architektura
Budova je situována uprostřed náměstí. Je zbudována ve stylu saské neorenesance se secesionizujícími detaily. Architektonický návrh budovy je dílem architektů Ludwiga Schöneho z Vídně a Georga Bergera rovněž původem z Vídně, ale usazeného v Šumperku. Stavbu provedl šumperský stavitel Hugo Nader.
Fasádu budovy zdobí tři sochy: císaře Ferdinanda I. Habsburského, za jehož panování byl Šumperk vykoupen z poddanství, Rudolfa I. Habsburského, který byl poručníkem města, a socha rytíře Rolanda – symbol obchodu.

## Zajímavosti
- Architektonický návrh Ludwiga Schöneho a Georga Bergera se v architektonické soutěži umístil až na 5. místě, i přes toto hodnocení odborné poroty mu ale nakonec šumperští radní dali při realizaci přednost.[2][3]
- Šumperský městský znak na schodišťových okenních vitrážích má chybné barvy.[2][3]
- Čelní fasáda, především nápadný štít s půlkruhovým oknem, prý připomíná fasádu radnice ve slovinském městě Ptuj.[2][3]